# Quirbajou
Quirbajou é uma comuna francesa na região administrativa de Occitânia, no departamento de Aude. Estende-se por uma área de 13,95 km². Em 2010 a comuna tinha 56 habitantes (densidade: 4 hab./km²).